# Харківська академія неперервної освіти
Харківська академія неперервної освіти (КВНЗ"ХАНО") — це заклад післядипломної педагогічної освіти, створений для підвищення фахової компетентності педагогів Харківщини. Заклад сприяє модернізації навчально-виховного процесу, забезпечує його організаційно-методичний та науковий супровід.

## Історія
У 1936 році для надання методичної допомоги педагогічним працівникам у підвищенні їхньої кваліфікації та майстерності, покращення якості навчання і виховання дітей та учнів на Харківщині була створена обласна педагогічна станція, яка згодом була перетворена на обласний методичний кабінет при обласному відділі народної освіти. Саме цей кабінет увійшов до структури обласного інституту удосконалення кваліфікації вчителів, що був створений 1 червня 1939 року, тому 1939 рік вважається датою заснування академії. Згідно архівних даних з 1 червня 1939 року інститут постійно (окрім вимушеної перерви в роботі з 7 серпня 1941 року по 25 серпня 1943 року) здійснював свою діяльність. Спочатку інститут знаходився на вул. Артема, 29, потім перейшов у приміщення школи № 105 по вул. Анрі Барбюса, 14, а з 1957 (1958) року переведений у приміщення по вул. Пушкінській, 24, де знаходиться й зараз.
У зв'язку з реорганізацією назва закладу кілька разів змінювалась: обласний інститут удосконалення вчителів, обласний інститут удосконалення кваліфікації вчителів, обласний інститут післядипломної освіти та менеджменту, обласний науково-методичний інститут безперервної освіти. Рішенням сесії Харківської обласної ради № 1660-V від 14 квітня 2010 року було створено комунальний вищий навчальний заклад «Харківська академія неперервної освіти».

## Структурні підрозділи
- Центр професійного розвитку працівників освіти
- Кафедра соціально-гуманітарної освіти
- Кафедра методики навчання мов і літератури
- Кафедра методики природничо-математичної освіти
- Секція інформатизації та дистанційної освіти
- Кафедра методики дошкільної та початкової освіти
- Секція розвивального навчання
- Кафедра виховання та розвитку особистості
- Секція спеціальної та інклюзивної освіти
- Центр методичної роботи з керівними кадрами
- Центр методичної та аналітичної роботи
- Центр моніторингу якості освіти
- Центр атестації та організаційно-методичної роботи з РМК
- Центр громадянського виховання
- Центр формування здорового способу життя
- Центр практичної психології, соціальної роботи та здорового способу життя
- Центр системного адміністрування
- Центр інноваційного розвитку освіти
- Відділ планування та розподілу навчальної літератури
- Бібліотека

## Керівництво
- Боданська Ольга Яківна (1966-1972)